# Leslie Laing
Leslie Laing   (Linstead, 19 de febrer de 1925 - Clermont, 7 de febrer de 2021) fou un atleta jamaicà, especialista en curses de velocitat, guanyador d'una medalla olímpica.
El 1948 va prendre part en els Jocs Olímpics d'Estiu de Londres, on disputà tres proves del programa d'atletisme. Destaca la sisena posició aconseguida en els 200 metres. En els 4x400 metres relleus disputà la final, però una lesió muscular d'Arthur Wint obligà l'equip a abandonar. Quatre anys més tard, als Jocs de Hèlsinki, disputà dues proves del programa d'atletisme. En els 4x400 metres, formant equip amb Arthur Wint, George Rhoden i Herb McKenley, guanyà la medalla d'or, mentre en els 200 metres fou cinquè.
En el seu palmarès també destaquen sis medalles en el Jocs Centreamericans i del Carib, tres d'or, dues de plata i una de bronze.
El 2005 fou inclòs al Central American and Caribbean Confederation Hall of Fame.

## Millors marques
- 100 metres. 10.66" (1954)
- 200 metres. 21.2" (1952)
- 400 metres. 47.5" (1952)[2][4]